# Arctino de Mileto
Arctino de Mileto (Ἀρκτῖνος Μιλήσιος) fue un poeta épico griego de fama legendaria que había nacido, según la tradición, en tiempos de la novena olimpiada, es decir entre el 744 y el 741 a. C. Se decía que había sido discípulo de Homero, aunque Dionisio de Halicarnaso lo consideraba como el poeta conocido más antiguo. Fanías de Ereso afirmó que Arctino había sido derrotado por Lesques de Pirra en una competición. Arctino es uno de los llamados «poetas cíclicos», y compuso la Etiópida y el Saqueo de Troya, que contribuyeron a engrosar el Ciclo troyano. También se le atribuye una obra sobre la Titanomaquia, con ese título.
Esos poemas se han perdido, aunque se conservan breves fragmentos, además de resúmenes de los dos primeros en la Crestomatía atribuida a Proclo, neoplatónico del siglo V.
La Etiópida (Αιθιοπις), en cinco libros, llámase así por Memnón, el rey etíope que fue aliado de los troyanos después de la muerte de Héctor. Según afirma Proclo, este poema continúa la serie de narraciones con que acaba la Ilíada. La Etiópida empieza con el anuncio de la llegada de la amazona Pentesilea para combatir en ayuda de los troyanos; y concluye con la muerte y el funeral de Aquiles, y la disputa entre Áyax Telamonio y Odiseo por sus armas.
El Saqueo de Troya (Iliupersis) narra los acontecimientos del final de la guerra concernientes al Caballo de Troya, Sinón y Laoconte, la toma de la ciudad y la marcha de los griegos provocada por el enfado de Atenea ante el rapto de Casandra a manos de Áyax de Oileo.
La Pequeña Ilíada, normalmente atribuida a Lesques de Pirra, rellenó el espacio narrativo entre la Etiópida y el Saqueo de Troya.